# Associazione Sportiva Dilettantistica Grumo
L'A.S.D. Grumo è una società sportiva italiana di beach soccer della città di Tricesimo, nata nel 2004, e fondata, da Jonny Pivetta, Carlo Del Fabbro, Mauro Tolloi, Stefano Tedesco, Matteo Tosolini. Partecipa al campionato italiano di Serie A di Beach Soccer L.N.D.con il nome di Friulpesca Lignano Sabbiadoro.